# Ясный проезд
Ясный проезд — улица на севере Москвы, находится в районе Южное Медведково (Северо-восточный административный округ). На ней расположены учреждения администрации Южного Медведково. Застраивается с 1964 года.

## Расположение
Ясный проезд расположен между проездом Дежнёва и улицей Молодцова и проходит параллельно пойме реки Чермянки.

## Учреждения и организации
По нечётной стороне:
- № 3 — детский сад № 2249;
- № 5Б — ясли-сад № 1222;
- № 7 — Административно-техническая инспекция СВАО Южное Медведково;
- № 7А — детский сад № 2185;
- № 15Б — РЭУ ООО Ремстарсервис СВАО Южное Медведково;
- № 17 — Управа СВАО Южное Медведково;
- № 19 — автобусная станция;
- № 19 стр. 2 — танцевальная школа «Do Dance»;
- № 21 — общеобразовательная школа № 1038;
- № 27 — ОВД СВАО Южное Медведково;

По чётной стороне:
- № 8, корпус 1 — ДЕЗ СВАО Южное Медведково (диспетчерская);
- № 10 — ДЕЗ СВАО Южное Медведково ГУП;
- № 10, корпус 2 — детский сад комбинированного типа № 1867;
- № 10, корпус 3 — общеобразовательная школа № 300;
- № 10А — общеобразовательная школа № 289;
- № 24А — общеобразовательная школа № 957 (музей 342-й (121-й гвардейской) стрелковой дивизии); детская юношеская спортивная школа № 84; коррекционный детский сад № 43;
- № 24, корпус 3 — общеобразовательная школа № 285 (с углубленным изучением французского языка имени Героя Советского союза В. А. Молодцова);
- № 30А — ясли-сад № 2150.

## Зоны отдыха
На Ясном проезде между домами 1 и 5 расположен Ясный пруд площадью 0,6 га.

## Общественный транспорт
По Ясному проезду проходят следующие маршруты автобусов:
- 61 Ясный проезд —  Свиблово —  Ботанический сад /  Ботанический сад
- 124 ст. Лосиноостровская —  Бабушкинская —  Отрадное — м/р 4Д Отрадного
- 393 Осташковская улица — Ясный проезд
- 628 Ясный проезд —  Ботанический сад /  Ботанический сад —  Свиблово —  Отрадное
- 649 Осташковская улица — Ясный проезд